# MUSIC STATE
MUSIC STATE（ミュージック ステート）は、LuckyFM茨城放送で毎週平日午後に放送されている生放送のワイド番組。

## 概要
曜日替わりのパーソナリティが持つそれぞれの個性、そしてそれにともなう選曲やトークが集まった音楽ワイド番組である。リスナーに寄り添いながら、ある時は「友人や職場の同僚」としてある時は「家族」の様な身近な視点でメッセージを発信する。

放送形態は毎週月曜はLuckyFM茨城放送水戸本社の水戸Lucky Studio、毎週火曜と水曜は茨城県つくば市のイーアスつくばLucky Studio、毎週木曜と金曜は東京都千代田区二番町のLuckyFM茨城放送東京本社・東京Lucky Studioから放送される。
つくば・東京はサテライトスタジオからの放送のため、つくばでは放送時間中スタジオ外での観覧が可能である。しかし、東京は2020年7月に二番町へ移転したため観覧不可となった。

## パーソナリティ

### パーソナリティの変遷
|          | 月曜日     | 火曜日     | 水曜日         | 木曜日     | 金曜日    |
| -------- | ---------- | ---------- | -------------- | ---------- | --------- |
| 2017年度 | 木村さおり | 木村さおり | マシコタツロウ | 渡辺美奈子 | DJ DRAGON |
| 2018年度 | 木村さおり | 木村さおり | マシコタツロウ | 渡辺美奈子 | DJ DRAGON |
| 2019年度 | 木村さおり | 木村さおり | マシコタツロウ | 渡辺美奈子 | DJ DRAGON |
| 2020年度 | 木村さおり | 木村さおり | マシコタツロウ | 渡辺美奈子 | DJ DRAGON |
| 2021年度 | 大島千穂   | 木村さおり | マシコタツロウ | 渡辺美奈子 | DJ DRAGON |
| 2022年度 | 大島千穂   | 木村さおり | マシコタツロウ | 渡辺美奈子 | DJ DRAGON |
| 2023年度 | 木村さおり | 森下由香   | マシコタツロウ | 渡辺美奈子 | DJ DRAGON |
| 2024年度 | 水間有紀   | 木村さおり | マシコタツロウ | 渡辺美奈子 | DJ DRAGON |

年度途中、番組改編により変更が有った者は下記の通り。
（2022年10月1日 - ）
- 木村さおり (火曜→月曜）
- 大島千穂（月曜→火曜）

（2023年7月4日 - ）
- 森下由香（火曜）

（2024年9月30日 - ）
- 水間有紀 (月曜）
- 木村さおり（月曜→火曜）

### アシスタント
金曜放送分のみで他の曜日にはアシスタントの出演はない。
- 柏村星良

## タイムテーブル
2025年4月現在。
- 13:00 オープニング
- 13:10 LuckyFM交通情報
- 13:20 いばらきおもしろ統計ラジオ（第2火曜）
- 13:30 Music R
- 13:55 農産物･畜産物市況
- 14:00 LuckyFMニュース
- 14:02 LuckyFM天気予報
- 14:10 スクーピーレポート（月・火曜、不定期）、水野社長教えてくんちょ!（水）、Tokyo UP DATE（木・金曜）
- 14:20 いばらきの、生産者さんこんにちは。（月曜）
- 14:26 LuckyFM交通情報
- 14:30 LuckyFes Artist Pick Up
- 14:45 旬！SHUN！ピックアップ（月曜）、健康生活インフォメーション（火曜）、今旬!インフォメーション（水・木・金曜）
- 15:00 LuckyFMニュース
- 15:03 LuckyFM天気予報
- 15:10 旭村のうめーもん食ったらいがっぺよ！（第3水曜）、キリンビール一番搾り 茨城の皆さんかえってどうも!!（第4水曜）、Tea Time Express (木曜)
- 15:20 マシコの青なじみ（水曜）、スクーピーレポート（木・金曜、不定期）
- 15:30 LuckyFM交通情報
- 15:40 WE♡（らぶ）ひたちおおた（第1・3水曜）

## 備考
- 2020年2月19日放送分はiiasつくばが全館臨時休業にともないサテライトスタジオが使えないため、茨城放送1F公開スタジオで生放送を行った[3]。

- 2020年4月7日放送分からは新型コロナウイルスの影響でiiasつくばでの公開放送を休止した。当面の間、iiasつくば放送回分は非公開での放送となったが[4]、同年6月2日放送分から火曜日のみiiasつくばでの公開放送を再開した[5]。その後、首都圏との往来が再開されたため同年6月24日放送分以降は水曜日もiiasつくばでの公開放送を再開した。

- 2020年9月25日放送までは「IBS MUSIC STATE（アイビーエス ミュージック ステート）」として放送されたが、9月28日放送より現在の番組名に改題した。さらに、番組終了時刻を全曜日で16:00に繰り下げ、統一した。木曜・金曜は大幅な時間拡大となり、後続番組「ミツコdeリラックス」内で放送された一部コーナーがスライドしている。

- 2022年6月8日の放送は、水曜日担当のマシコタツロウが新型コロナウイルスに罹患したため、ジェームス英樹が代理で放送した。

- 2022年4月1日から金曜日のみ「Lucky Fes MUSIC STATE」として放送している。LuckyFM Green Festival開催前日の同年7月22日までの予定だったが変更された。